# تویی پاپ
تویی پاپ یک زیرژانر از ایندی پاپ است که از آلبوم c86 از ان‌ام‌ئی ریشه می‌گیرد. تویی پاپ بخشی از جنبش تویی است که از مصومیت و سادگی نشت می‌گیرد، و بیشتر آنها دارای هارمونی‌های دخترانه و پسرانه، ملودی‌های جذاب، و متن‌های درباره عاشقی هستند. برای چندین سال، تنها ناشران تویی پاپ Sarah Records (در انگلستان) و K Records (در آمریکا) بودند.
کاب، که به‌عنوان "تویی" ترین گروه یاد می‌شود، یک ترکیب سه‌نفره دخترانه از ونکوور بود که در پیژامه آهنگ می‌خواندند و متن‌های آنها بچه‌گانه بود.
تویی پاپ در دهه ۹۰ میلادی معروف شد، هیچوقت یک ژانر تنها نبود. با همین حال، تویی پاپ و متون این زیرژانر مسیر جنبش‌های ایندی و راک را عوض کرد.

## کادل‌کر
کادل‌کُر جنبشی است که پس از تویی پاپ به‌وجود آمد که در اواسط دهه ۹۰ میلادی بیشتر معروف بود. این نوع موسیقی شامل هارمونی‌ها، ملودی‌های پاپ و انواع پانک می‌شد. گروه‌های کادل‌کر معمولا دخترانه بودند، و بیشتر روی حالت پاپ مانند رایت گرررل کار می‌کردند. در اوایل کادل‌کر، متون و بدنه آهنگ‌ها کودکانه، بامزه و رنگارنگ بود ولی از معصومیت کامل فرار می‌کرد.